# Albrecht Varrentrapp
Johann Albrecht (auch: Albert) Varrentrapp (* 7. Mai 1821 in Frankfurt am Main; † 12. September 1885 ebenda) war ein Kaufmann und Politiker der Freien Stadt Frankfurt.

## Leben
Varrentrap war der Sohn des Frankfurter Stadtphysikus Johann Conrad Varrentrapp (1779–1860) und dessen Ehefrau Maria Christina geborene Hofmann (1785–1859). Georg Varrentrapp war sein Bruder.
Varrentrapp lebte als Kaufmann in Frankfurt am Main. Seine Firma war ein Speditionsunternehmen. Er war Präsident des Verwaltungsrates der Frankfurt-Hanauer Eisenbahn-Gesellschaft und der hessischen Ludwigsbahn. Er war Mitgründer und Aufsichtsratsmitglied der Mitteldeutschen Creditbank. Als Vertreter großer englischer Versicherungsgesellschaften erwarb er Erfahrung im Versicherungsgeschäft und wurde daher nach der Gründung der Providentia deren Generaldirektor.
Von 1854 bis 1863 war er Mitglied und von 1861 bis 1863 Subsenior (stellvertretender Vorsitzender) der Frankfurter Handelskammer.
Er war von 1855 bis 1857 Mitglied des Gesetzgebenden Körper der Freien Stadt Frankfurt. 